# Xcaret (Maya)
Koordinaten: 20° 27′ 0″ N, 87° 18′ 0″ W

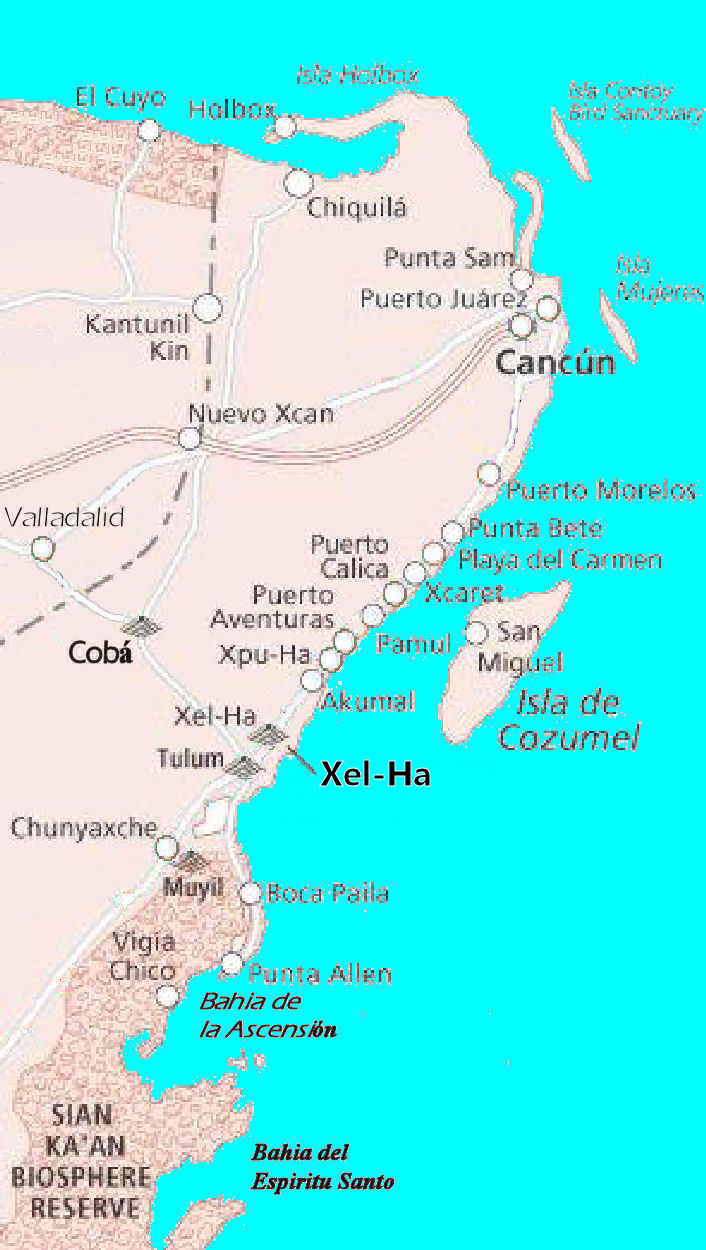
Mexikanische Karibik: Xcaret liegt 5 km südlich von Playa del Carmen

Xcaret (Polé) ist eine Ruinenstätte der Maya im mexikanischen Bundesstaat Quintana Roo, auf der Ostseite der Yucatán-Halbinsel an der karibischen Küste.

## Geografie
Die Ruinen von Xcaret befinden sich etwa 5 km südlich von Playa del Carmen, direkt an der Küstenautobahn Carretera federal 180, die Cancún im Norden mit der Hauptstadt Chetumal verbindet.
Xcaret gehört zum Municipio Solidaridad. Ein Teil der historischen Stätte ist heute auf dem Gelände des gleichnamigen privaten Freizeitparkes gelegen.
Die Maya-Siedlung hieß ehemals Polé, vermutlich von p'ol – Handel treiben abgeleitet. Sie wird heute fast ausschließlich Xcaret genannt. Der Name Xcaret bedeutet enger Einlass und bezieht sich auf einen kleinen Bach, der hier mündet.
Vor der Konquista gehörte Polé bzw. Xcaret zum Fürstentum Ekab. Xcaret war sehr wahrscheinlich der Verbindungshafen zur direkt gegenüber liegenden Insel Cozumel mit ihrer überregional bekannten Kultstätte der Göttin Ix Chel. Der Ort nahm im Netzwerk des karibischen Küstenhandels, zusammen mit El Meco und El Rey im Norden sowie Xel Há, Tancah/Tulum und Muyil im Süden, eine wichtige Stellung ein.

## Geschichte
Erste Siedlungsspuren finden sich aus der frühen Maya-Klassik (250–600 n. Chr.). Der größte Teil der Gebäude stammt aus der mittleren bis späten Postklassik (1200–1500 n. Chr.).
Ab etwa 1200 n. Chr. entwickelte sich Xcaret im Rahmen des schwindenden Einflusses der Machtzentren im Inland zu einem prosperierenden Hafen- und Handelspunkt. Die Stadt war Teil des Küstenhandels-Netzwerkes, das sich mit einer großen Zahl an Standorten die Karibikküste entlang zog und die Region wirtschaftlich beförderte. Dies zeigt die Errichtung zahlreicher Wohn- und Kultgebäude ebenso wie einer Mauer, wahrscheinlich zum Schutz der küstennahen Gebäude vor Angriffen von See her.
Wahrscheinlich stand Xcaret als Hafen und lokales Küstenzentrum mit bedeutenden Inlandstädten, insbesondere dem benachbarten Cobá in enger Beziehung. Inwieweit es als Handelshafen für Cobá diente, ist ungeklärt.
Nach dem „Eintreffen“ der Spanier an diesem Küstenabschnitt entvölkerte sich der Ort nach und nach, blieb jedoch im Gegensatz zu anderen Küstenhäfen durchgängig bis in die Neuzeit bewohnt.
Polé wird in einem der Bücher des Chilam Balam im Zusammenhang mit der mythischen Reise der Itzá genannt.

## Gebäude

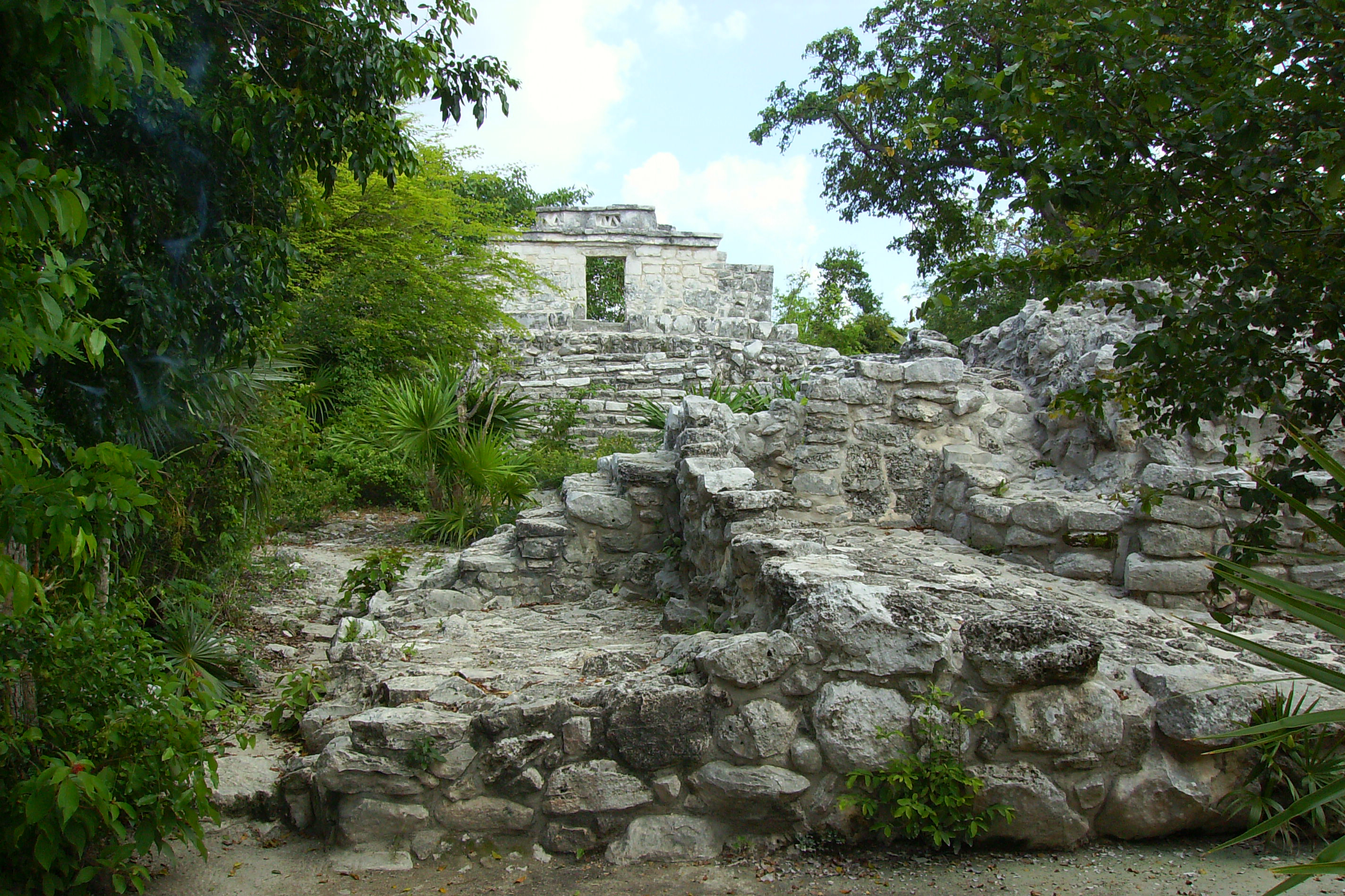
Xcaret: Ein Teil der archäologischen Stätten liegt innerhalb des gleichnamigen Freizeitparks

Der Kernbereich der Siedlung besteht aus einer Reihe von Gebäudekomplexen entlang der Küstenlinie. Sie sind alphabetisch fortlaufend als Gruppe A bis Gruppe K benannt.
Gruppe A liegt etwas erhöht im Süden der Bucht außerhalb des von einer Mauer umgebenen Bereichs. Sie besteht aus etwa zehn Strukturen. Die Bauten repräsentieren den typischen Ostküstenstil.
Gruppe B, nur wenige Meter westlich, besteht aus fünf Strukturen, zumeist niedrigen Plattformen. Sie bilden zwei architektonische Einheiten.
Gruppe C liegt etwa 100 m nordöstlich der Bucht und umfasst vier Strukturen sowie Basen für kleinere Wohnbauten im Ostküstenstil.
Gruppe D, 80 m nordwestlich von Gruppe C, liegt etwas erhöht an der umgebenden Mauer. Von hier aus ließ sich die Küste gut überblicken. Die wichtigste Struktur hat einen halbkreisförmigen Sockel mit einem gut erhaltenen Tempel, ebenfalls im Ostküstenstil.
In Gruppe E, mit der wichtigste Komplex, liegen die beiden höchsten Gebäude von Xaret, Nr. III und IV. Bei den Ausgrabungen wurden Relikte aus der Frühen Maya-Klassik (250–600 n. Chr.) entdeckt, die auf eine Nutzung als Zeremonialbereich hindeuten.
Gruppe F, 250 m nordöstlich von Gruppe E auf einer großen Plattform, besteht aus drei Gebäuden im Ostküstenstil. Eines davon ist ein Tempel mit zwei Simsen, die jeweils drei auf seine Bedeutung hinweisende Elemente zeigen.
Gruppe G, 20 m südlich von Gruppe F und ca. 150 m von der Küste entfernt, ist eine Kapelle aus dem 16. Jahrhundert. Sie ist mit den Kapellen in Ecab und Tancah eine der ersten Zeugnisse spanischer „Präsenz“ in Mexiko. Bei den 1994 von María José Con Uribe durchgeführten Ausgrabungen fanden sich im Atrium 135 Gräber von Spaniern, Mayas und Mestizen. Die Archäologen fanden bei den Bestatteten Fragmente von Baumwollstoff.
Gruppe H, 500 m nordöstlich der Bucht, umfasst einen einzelnen Tempel und eine niedrige Plattform mit einem kleineren Tempel; sie liegen bei einem Cenote.
Gruppe K liegt auf der anderen Seite. Sie besteht aus zwei einzeln stehenden Tempeln.
Die Mauer schließlich verläuft von Gruppe A bis zur Gruppe E zwischen den Gebäuden und dem Strand. Anders als in Tulum, wo die Gebäude landseitig von einer Mauer umschlossen sind, handelt es sich hier höchstwahrscheinlich, wie in Xel Há, um eine Schutzmauer vor Angriffen von See her. Einige Forscher sehen darin ein Merkmal unsicherer Lebensumstände, die zu dieser Zeit in der karibischen Küstenregion herrschten.